# Sasaeng
Nella cultura sudcoreana, un sasaeng (사생 팬?, 私生 팬?) è un fan ossessivo che si cimenta in comportamenti che costituiscono un'invasione della privacy di un idol coreano. Il termine sasaeng deriva dalle parole coreane sa (사?, 私?) che significa "privato" e saeng (생?, 生?) che significa "vita", in riferimento all'intrusione dei fan nella vita privata delle celebrità. Secondo le stime dei manager delle celebrità, queste potrebbero avere tra 500 e 1.000 sasaeng, ed essere attivamente seguite da circa 100 di essi ogni giorno. I sasaeng sono spesso donne, di età compresa tra 17 e 22 anni, che commettono atti quali la ricerca delle celebrità nei loro dormitori o nelle loro case, il furto delle loro proprietà o informazioni personali, l'arrecamento di molestie ai membri della famiglia e l'invio di doni inappropriati come la lingerie per attirare l'attenzione.

## Descrizione
Sebbene il termine sasaeng sia stato coniato molto più tardi, il comportamento ossessivo e dirompente dei fan che designa è emerso con l'ascesa di gruppi idol K-pop negli anni '90, come notato dal quotidiano Korea JoongAng Daily nel 2001. Ci sono resoconti di tale comportamento dei fan prima dell'era digitale da parte di veterani del settore e membri di gruppi K-pop di prima generazione come HOT e GOD. Con il rapido sviluppo dell'industria della cultura popolare coreana e la diffusione della Hallyu a livello globale negli anni 2000, anche all'estero è stato osservato un comportamento estremo e dirompente da parte dei fan nei confronti di idoli e celebrità coreane.

## Motivi
Molti sasaeng sono motivati dal desiderio di ottenere il riconoscimento dai loro idoli e distinguersi dagli altri fan. Un sasaeng intervistato ha dato una spiegazione di questo comportamento ossessivo:
Questa necessità di riconoscimento individuale da parte degli idol ha alimentato alcuni notevoli atti di sasaeng. L'assalto fisico è percepito come un modo di essere ricordati. Nel 2012, una sasaeng avrebbe schiaffeggiato Park Yoo-chun dei JYJ in faccia, giustificandosi dicendo che l'avrebbe sicuramente ricordata da quel momento in poi.
Sebbene i sasaeng abbiano formato una rete per aiutare a diffondere e condividere informazioni, l'attività di un sasaeng è anche individuale. Il sasaeng che può avvicinarsi a un idol o che può acquisire informazioni private che nessun altro ha, ottiene un maggiore rispetto tra gli altri sasaeng.

### Sasaeng contro anti-fan
Gli anti-fan sono diversi dai sasaeng, in quanto il loro obiettivo principale è quello di vedere il fallimento di determinati idol e gruppi. Nel 2006, un membro dei TVXQ, Yunho, è stato portato in ospedale dopo aver accettato un drink contenente colla da un apparente fan. Il sospettato in questo caso aveva anche consegnato a Yunho una lettera in cui criticava i TVXQ e apparentemente minacciava la band nel suo insieme, e confessava di essere un anti-fan dei TVXQ. Mentre sia i sasaeng che gli anti-fan sono stati visti impegnarsi in attività che causano danni a idol e gruppi, i sasaeng sono motivati dall'idea del riconoscimento da parte degli idol, piuttosto che dal desiderio di ridicolizzare e impedire il successo del loro obiettivo.

## Tattica
I sasaeng hanno sviluppato vari metodi per ottenere informazioni sugli idol e hanno formato una rete per condividere informazioni e formare gruppi per svolgere compiti. È stato notato che i fan sasaeng abbastanza grandi da lavorare cercheranno di trovare lavoro nelle industrie che potrebbero avvicinarli ai loro idol o alle informazioni che li riguardano. I datori di lavoro preferiti possono includere compagnie aeree, compagnie telefoniche e società di carte di credito. Nel 2017, la Brave Entertainment, sede dell'artista solista Kim Samuel, ha licenziato due membri dello staff per attività da sasaeng che includeva il seguire altri artisti e comunicare informazioni personali su Samuel.
Con il crescente utilizzo dei social media, gli idol devono essere più cauti che mai al fine di impedire alle informazioni private di raggiungere il pubblico, sia sasaeng che altri fan. La crescente popolarità dei social ha reso possibile la vendita di informazioni su piattaforme di social media come Twitter, KakaoTalk e Instagram. Alcuni sasaeng hanno accesso a informazioni personali ad ampio raggio, che possono includere indirizzi di casa, numeri di cellulare, dettagli di volo, account personali dei social network, numeri di conto di carte di credito, registrazioni audio e video. Alcuni venditori offrono anche di vendere i metodi che usano per ottenere queste informazioni. Un venditore di tali informazioni ha twittato:
Il cosiddetto "taxi per sasaeng" è un metodo utilizzato dai sasaeng per seguire gli idol nelle attività programmate o negli appuntamenti personali. Tali taxi fanno pagare in media $600 al giorno e seguiranno un idol o un gruppo per l'intera giornata, superando i limiti di velocità e infrangendo altre regole del traffico. I conducenti di tali taxi possono attendere fuori dai locali per i clienti.
Tali metodi, costosi in termini sia di tempo che di denaro, hanno portato i sasaeng a perdere o abbandonare la scuola, dormire in Internet café o dedicarsi alla prostituzione per coprire le spese. Nel 2014, una donna di 21 anni è stata arrestata per aver venduto merce fraudolenta della band EXO. La maggior parte degli acquirenti non ha mai ricevuto i propri prodotti o in seguito ha scoperto che la donna aveva venduto a loro i prodotti che aveva noleggiato. Ha ammesso che i circa 4,7 milioni di won (circa $4.583) accumulati avrebbero dovuto coprire il costo per seguire da vicino gli EXO.

## Nei media
I media capiscono che i sasaeng sono persone che iniziano come fan "normali" ma continuano a dedicare la propria vita personale e sociale alla ricerca di distinguersi o avvicinarsi a un idol o a una celebrità. La rappresentazione del comportamento del sasaeng nei media spesso collega paura e biasimo alle azioni selettivamente rappresentate e identificate come problematiche, tra cui la mancanza della scuola e il dormire negli internet café per incontrare gli idol.
Tipici resoconti dei media sul comportamento dei sasaeng si concentrano su un'istanza, o casi, di attività socialmente distruttiva dei fan e includono critiche da fonti tra cui fan "comuni", rappresentanti del settore e altre figure la cui posizione sociale conferisce peso morale alla trattazione negativa. I fan del K-pop sono spesso veloci nel tracciare distinzioni tra il fandom "normale" e il comportamento che si dice caratterizzi un sasaeng. L'identità dei sasaeng è spesso rappresentata nei mass media e nei social media usando termini che portano connotazioni negative ed esprimono condizioni estreme, come "impazzito", "ossessivo", "anormale", "psicotico" e "inquietante".

## Incidenti

### TVXQ e JYJ
Le boy band K-pop TVXQ e JYJ sono state oggetto di particolare attenzione da parte dei sasaeng, con notizie di intercettazioni telefoniche, irruzioni nell'appartamento della band e avvelenamento del membro Yunho, che di conseguenza dovette sottoporsi ad una lavanda gastrica. I sasaeng hanno anche installato telecamere nel parcheggio privato di Yoo-chun, membro dei JYJ. Nel 2012, l'audio di Yoo-chun e del compagno di band Jae-joong che presumibilmente urlavano e colpivano fan femminili è stato caricato su una bacheca online. I membri della band JYJ hanno affrontato questo incidente in una conferenza stampa. Yoo-chun ha affermato che i sasaeng avevano seguito il gruppo per otto anni e che la costante sorveglianza "sembrava una prigione". Il membro della band Kim Jun-su ha affermato che i sasaeng hanno intercettato le sue telefonate private, installato localizzatori GPS sulle auto della band e fatto irruzione nelle loro proprietà private. Jae-joong si è scusato per essersi scagliato contro i fan. Nel 2018 è stato caricato un video del membro dei TVXQ Chang-min che trascinava una sasaeng fuori dal suo taxi.

### Incidenti d'auto
Ci sono stati un certo numero di incidenti automobilistici che hanno coinvolto idol coreani seguiti dai sasaeng. Nel 2011, due membri della band Super Junior furono coinvolti in una collisione di sei auto dopo essere stati inseguiti da otto veicoli a Singapore. I membri della band, Leeteuk e Kim Hee-chul, ne uscirono incolumi, ma Heechul in seguito twittò che soffriva ancora degli effetti collaterali dell'incidente e aveva spesso paura di guidare. Nel 2013, Seungri della band Big Bang subì lievi ferite in un incidente automobilistico a Shanghai che coinvolse un sasaeng. Nel 2015, Park Chan-yeol degli EXO scrisse su Weibo di essere costantemente seguito da 20 fan durante una visita a Shanghai. Nel 2016 Jackson dei Got7 riportò ferite lievi in un incidente sulla strada per un aeroporto in Cina che coinvolse un fan che seguiva da vicino la sua auto.

### Intrusione domestica
Idol tra cui Jung Yong-hwa dei CNBLUE, Zico dei Block B, Lee Jun-ho dei 2PM e Lay degli EXO hanno riportato episodi di sasaeng che li hanno seguiti a casa o che hanno tentato di entrare nelle loro case. Nel 2014, un fan è entrato illegalmente nella casa del cantante Seo Taiji ed è stato trovato seduto nella macchina del cantante quando è arrivata la polizia. Seo non ha denunciato il fan, che ha ammesso di essersi "appostato" vicino alla casa del cantante in altre occasioni.

### Scrittura con il sangue
Nel novembre 2009, una fan di Ok Taec-yeon dei 2PM ha postato una scritta fatta con il sangue, che in seguito ha riferito essere sangue mestruale, come prova della sua adulazione. Questo comportamento ossessivo nei confronti della celebrità ha portato alla critica delle sue azioni.
Nel dicembre 2009, una fan ossessiva di Lee Joon dei MBLAQ (vero nome Lee Chang-sun) ha scritto e pubblicato un messaggio scritto con il sangue sui social media. Il messaggio diceva: "Non dimenticarti di me, Lee Chang-sun. Ho solo te. Ti amo". Ha citato l'incidente avvenuto il mese prima con i 2PM come impulso e motivo del suo atto, scrivendo nella didascalia, "Ma cos'era quella scritta con il sangue di quella fan di Ok Taecyeon. Il sangue mestruale è così disgustoso. Mostrerò io cosa sia una scritta con il sangue".
Nel gennaio 2010, una fan ossessiva del gruppo Wonder Girls si è tagliata il polso e ha usato il proprio sangue per scrivere "Tornate, Wonder Girls". Ha pubblicato la foto del suo viso semicoperta dalla sua mano, mostrando la scritta con il sangue e la cicatrice sul polso.

## Risposte degli idol e delle agenzie
Le società di intrattenimento, i gruppi di idol e i singoli idol hanno risposto alle attività dei sasaeng sui social media o nelle interviste.

### Idol
Nel 2013, i membri del gruppo musicale EXO hanno espresso collettivamente la loro frustrazione, notando il trattamento ingiusto subito dai fan "normali" spesso scambiati per sasaeng. Il membro Suho ha invitato i sasaeng a interrompere tale comportamento se si preoccupavano davvero per il gruppo.
Nell'aprile 2016, il membro del gruppo delle Girls' Generation Tae-yeon si è lamentata di aver ricevuto chiamate costanti da estranei. Ha pubblicato schermate che mostravano le chiamate perse su Instagram, dicendo "Fatemi dormire" e "Questo non aiuta né me né voi".
Nell'aprile 2016, il membro degli Shinee Key ha pubblicato una foto su Instagram di una chat di gruppo su KakaoTalk piena di fan stranieri. Ha dichiarato di aver avuto problemi a causa del numero di inviti alla chat room e delle chiamate perse da parte dei sasaeng, e si è rivolto a loro affermando "Non potete definirvi fan" e "È davvero offensivo e insopportabile".
In un'intervista a luglio 2018, Brian Joo, un membro del duo Fly to the Sky, ha dichiarato che dei pacchi erano stati consegnati al suo indirizzo personale e che era preoccupato non solo per se stesso ma anche per la sua famiglia, che era anche stata molestata. Disse: "Voglio sapere qual è la ragione per cui questa persona lascia commenti così cattivi. e voglio che smetta". Altri idol come Mark e Young-jae dei GOT7, Lay degli EXO e Ailee hanno rimproverato i sasaeng per aver seguito gli idol nelle loro residenze, inondato i telefoni degli idol di chiamate e messaggi, fatto video e foto indesiderati degli idol e seguito gli idol mentre lavoravano.

### Compagnie di intrattenimento
Anche le compagnie di intrattenimento hanno affrontato il problema dei sasaeng e delle loro attività. La Swing Entertainment, sede del gruppo dei Wanna One, ha accusato i sasaeng di aver causato stress ai membri della band in tournée nel 2018. L'agenzia Happy Face Entertainment, dove si trovano le Dreamcatcher, hanno detto ai sasaeng che stavano aspettando i membri presso le sedi dei loro appuntamenti programmati e che stavano scattando in segreto foto e video di fermare tale comportamento. L'agenzia ha dichiarato che queste azioni avevano violato la privacy dei membri della band.

### Effetti sugli idol
Le azioni dei sasaeng possono avere un impatto psicologico su alcuni idoli: D.O., membro degli EXO, in un'intervista dichiarò di aver sviluppato una "mentalità da vittima" a causa dei sasaeng e che ciò aveva gravemente influenzato le sue apparizioni e attività pubbliche. Nel 2016, Kim Hee-chul dei Super Junior descrisse i sentimenti di paranoia e il trauma che gli avevano causato le azioni di alcuni sasaeng. Nello show Handsome Boys of the 20th Century, i cantanti idol della prima generazione Eun Ji-won dei Sechs Kies e Moon Hee-joon degli HOT hanno ammesso di soffrire di paranoia ogni volta che lasciavano le loro case. Eun ha dichiarato di aver sviluppato una dipendenza dai videogiochi, poiché rimaneva a casa per paura di essere avvicinato da una folla di fan.

## Risposte legali
Sebbene l'attività dei sasaeng abbia causato difficoltà alle celebrità K-pop dagli anni '90, per molti anni la Corea non ha avuto leggi speciali per prevenire o penalizzare lo stalking delle celebrità. Un incidente con i saesang che ha coinvolto il cantante della band dei Sanullim, Kim Chang-wan, ha spinto il governo ad agire. Kim Chang-wan è stato perseguitato da uno dei suoi fan per oltre 10 anni e alla fine lo ha accusato di stalking. Dopo aver scontato una pena detentiva di un anno, il fan ha ripreso a seguire il cantante, finendo con l'aggredirlo rompendogli il naso. La legge è stata modificata per includere un reato di "molestie persistenti", o stalking, nel 2011.
Questa clausola, aggiunta alla Legge sui reati minori della Corea del Sud nel febbraio 2011, aveva lo scopo di proteggere gli idol dai fan. Nello stesso anno, secondo quanto riferito, la Korea Creative Content Agency del governo ha fondato un centro di supporto per le celebrità per offrire servizi di consulenza "per alleviare [le celebrità] da qualsiasi stress psicologico".
La legge sui reati minori è stata rivista nel marzo 2013 per imporre una multa di 80.000 won (all'epoca circa 72 dollari) per una condanna per stalking. Le crescenti preoccupazioni e un numero crescente di vittime dello stalking hanno portato all'introduzione di un nuovo disegno di legge sudcoreano nel febbraio 2016 per aumentare la pena massima per lo stalking a 20 milioni di won (all'epoca circa 17.000 dollari) e due anni di prigione.
Il 22 febbraio 2018 si è tenuta una riunione di coordinamento nazionale. Nel corso di questa riunione, il governo ha annunciato l'intenzione di finalizzare i dettagli delle misure di prevenzione dello stalking e della violenza e le relative sanzioni nella prima metà di quell'anno, e di chiarire la definizione del reato di stalking delle sue tipologie. Ha inoltre dichiarato che le sanzioni per stalking sarebbero diventate più severe, con l'applicazione di multe più elevate e pene detentive. Queste misure dovevano essere applicate nei casi di stalking delle celebrità, riconoscendo che esse soffrono di molte forme di abuso, sia fisiche che mentali, a seguito delle azioni dei sasaeng.
A novembre 2018, le nuove misure non erano ancora diventate legge, e non erano ancora apparse sul sito web del governo in cui erano elencate tutte le leggi coreane.

## Nella cultura di massa
La serie televisiva Eungdaphara 1997, che racconta eventi nella cultura popolare della fine degli anni '90, racconta l'ascesa dell'ossessione dei fan per le celebrità. Poiché le opportunità per i fan di interagire con le celebrità erano limitate, le persone hanno scelto di diventare "sukso", ovverosia sasaeng che rimangono fuori dalla casa di una celebrità per tutta la notte fino a quando non riescono a vedere il loro idol. Questi fan si erano imposti delle regole che vietavano la violazione di domicilio, la costrizione della celebrità e uscire di casa e lo scatto di foto.